# Ezequiel D'Angelo
José Ezequiel D'Angelo (Buenos Aires, Argentina. 5 de abril de 1989) es un futbolista argentino. Se desempeña como mediocampista ofensivo y su equipo actual es Estudiantes de Río Cuarto, que disputa el torneo de Primera B Nacional en Argentina.

## Trayectoria
Su debut con Chacarita Juniors en la Primera División del Fútbol Argentino, se produjo el 2 de mayo de 2010.

### En el exterior
Al año siguiente, después de haber sido observado en el país por el representante de Roberto Mancini, viajó a Inglaterra para estar cerca de un mes formando parte del Manchester City. En este equipo, se entrenó con el plantel profesional pero solo disputó 3 partidos en la reserva, convirtiendo 2 goles.

### Vuelta a la Argentina
Luego de sus experiencias por Chile y Bolivia, retorna al país para seguir su carrera en clubes como Comunicaciones, All Boys, Gimnasia y Esgrima de La Plata, Olimpo y San Telmo.
Luego de su gran nivel en San Telmo, hoy se encuentra jugando en la segunda categoría del fútbol argentino en el Club Deportivo Morón.

## Clubes
| Club                        | País      | Año         |
| --------------------------- | --------- | ----------- |
| Chacarita Juniors           | Argentina | 2010 - 2011 |
| Rangers                     | Chile     | 2012        |
| Bolívar                     | Bolivia   | 2013        |
| Comunicaciones              | Argentina | 2014        |
| All Boys                    | Argentina | 2015        |
| Gimnasia y Esgrima La Plata | Argentina | 2016        |
| Olimpo                      | Argentina | 2016 - 2017 |
| San Telmo                   | Argentina | 2017 - 2019 |
| Club Deportivo Morón        | Argentina | 2019 - 2021 |
| Estudiantes de Río Cuarto   | Argentina | 2021        |